# Stazione di Shukugawa
La stazione di Shukugawa (夙川駅?, Shukugawa-eki) è una stazione delle Ferrovie Hankyū situata nella città di Nishinomiya, nella prefettura di Hyōgo, e serve le linee Kōbe e Kōyō delle Ferrovie Hankyū.

## Linee
Ferrovie Hankyū
■ Linea Kōbe
■ Linea Hankyū Kōyō

## Struttura
La stazione è dotata di due marciapiedi laterali per la linea principale Kobe, e un binario singolo, perpendicolare a essi, per la linea Kōyō, che qui termina.
| 4 | ■ Linea Kobe (Direzione Kobe)  | Per Sannomiya・Shinkaichi・Ferrovie Sanyō |
| 5 | ■ Linea Kobe (Direzione Osaka) | Per Nishinomiya-kitaguchi・Jūsō・Umeda    |
| 3 | ■ Linea Kōyō                   | Per Kurakuen e Kōyōen                     |

## Stazioni adiacenti
| «                     | Servizio                                      | »                 |
| Linea Hankyū Kobe     | Linea Hankyū Kobe                             | Linea Hankyū Kobe |
| --------------------- | --------------------------------------------- | ----------------- |
| Nishinomiya Kitaguchi | Locale Espresso Espresso pendolari            | Okamoto           |
| Nishinomiya Kitaguchi | Rapido espresso Esp. Lim. Esp. Lim. pendolari | Ashiyagawa        |
| Linea Hankyū Kōyō     |                                               |                   |
| Kurakuenguchi         | Locale                                        | Capolinea         |